# Muscle oblique inférieur de la tête
Le muscle oblique inférieur de la tête (ou muscle grand oblique de la tête selon l'ancienne dénomination) est un muscle du cou.
C'est un muscle profond situé sous les  muscles semi-épineux de la tête et trapèze, en dessous et en-dehors du muscle grand droit postérieur de la tête.
C'est un muscle sous-occipital et le plus grand des deux muscles obliques du cou.
Sa dénomination peut prêter à confusion, car c'est le seul muscle dit de la tête qui n'a pas d'attache crânienne.

## Description
Le muscle oblique inférieur de la tête est un muscle pair tendu entre l'axis et l'atlas.

## Origine
Le muscle oblique inférieur de la tête nait de la fossette latérale du processus épineux de l'axis.

## Trajet
Le muscle oblique inférieur de la tête monte en dehors et en avant formant le bord inférieur du triangle sous-occipital.

## Insertion
Le muscle oblique inférieur de la tête se termine sur le bord postérieur du processus transverse de l'atlas.

## Innervation
Le muscle oblique inférieur de la tête est innervé par la branche postérieure du premier nerf spinal cervical.

## Action
Le muscle oblique inférieur de la tête est rotateur homolatéral de la tête au niveau de l'articulation atlanto-axoïdienne.

## Galerie

Les muscle obliques inférieurs de la tête (en rouge).
Les muscles obliques inférieurs de la tête.
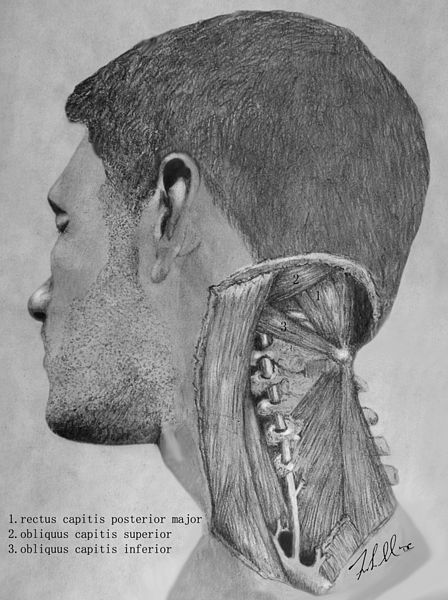
Relation du muscle oblique inférieur de la tête avec les autres muscles sous-occipitaux.
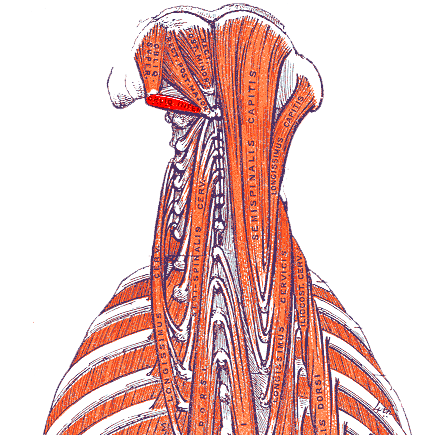
Le muscle oblique inférieur de la tête gauche.